# 八条村 (滋賀県)
八条村（はちじょうむら）は、滋賀県神崎郡にあった村。現在の東近江市の北西部、東海道本線（琵琶湖線）・能登川駅の周辺から南西にかけての一帯にあたる。

## 地理
- 山岳：繖山、安土山
- 湖沼：大中湖
- 河川：須田川、大同川、瓜生川、躰光寺川

## 歴史
- 1889年（明治22年）4月1日 - 町村制の施行により、佐生村・佐野村・猪子村・能登川村・北須田村・南須田村・伊庭村・山路村・林村の区域をもって発足。
- 1894年（明治27年）6月20日 - 分割し、大字能登川・北須田・南須田に能登川村が、大字伊庭に伊庭村が、大字佐生・佐野・猪子・山路・林に五峰村がそれぞれ発足。同日八条村廃止。
- 1942年（昭和17年）2月11日 - 能登川村・伊庭村・五峰村及び八幡村・栗見村が合併し、能登川町が発足。
- 2006年（平成18年）1月1日 - 能登川町が東近江市に編入。

## 交通

### 鉄道路線
- 逓信省鉄道局
  - （現・東海道本線）
    - 能登川駅